# Isidre Rovira i Tuset
Isidre Rovira i Tuset (Granollers, 15 de juliol de 1915 - Granollers, 20 de juliol de 1987) va ser un conegut futbolista català, que jugava com a centrecampista. Va ser internacional amb la selecció catalana i amb la selecció espanyola.

## Trajectòria
Format al Peña Rapid, va ingressar a l'EC Granollers l'any 1931, on va jugar fins a fitxar pel RCD Espanyol l'any 1939. Amb el conjunt blanc-i-blau es va proclamar campió de la Copa del Generalísimo, l'any 1940. Després d'un pas pel Reial Madrid, va tornar al RCD Espanyol, abans de fitxar pel RCD Mallorca i el Llevant UE.
Va jugar a Lisboa el primer partit de la selecció espanyola després de la guerra, juntament amb el seu company d'equip, Gabriel Jorge.

## Palmarès
RCD Espanyol
- Copa espanyola: 1
  - 1939-40
- Campionat de Catalunya de futbol: 1
  - 1939-40